# Martin-Luther-Straße (Bad Kissingen)
Die Martin-Luther-Straße befindet sich in Bad Kissingen, der Großen Kreisstadt des unterfränkischen Landkreises Bad Kissingen und beherbergt mehrere Baudenkmäler des Ortes.

## Geschichte
Die Martin-Luther-Straße ist deckungsgleich mit der alten Ausfallstraße, die, das Altstadtgeviert umlaufend, am Theaterplatz begann, die Fränkische Saale am heutigen Verbindungssteg zwischen Arkadenbau und Luitpoldbad überquerte, durch den heutigen Luitpoldpark führte, in die heutige Bismarckstraße überging und in das untere Saaletal führte.
Durch den Ausbau der Kuranlagen unter König Ludwig I. ging die Fernverkehrsfunktion der Martin-Luther-Straße auf die Ludwigstraße über; die Martin-Luther-Straße wurde zur Querachse des neuen Kurviertels.
| Foto | Adresse                              | Anmerkung |
| ---- | ------------------------------------ | --- |
|      | Martin-Luther-Straße 3 (Ballinghaus) | Um 1840 von Johann Gottfried Gutensohn erbaut. Ursprünglich Kurhotel Ballinghaus, geleitet vom Kissinger Badearzt Franz Anton von Balling.                                                                                            |
|      | Martin-Luther-Straße 4               | Um 1840 als Dependance des Ballinghauses (Martin-Luther-Straße 3) erbaut. |
|      | Martin-Luther-Straße 9               | Um 1835 als Kurhotel und Poststation erbaut, 1889 um eisernen Balkonanbau und Überbauung der südlichen Hofeinfahrt ergänzt, 1924 um das vierte Geschoss aufgestockt, zeitweise Bestandteil des Kaiserhof Victoria (Am Kurgarten 5, 7) |